# More than love
『more than love』（モア・ザン・ラヴ）は、moumoonのメジャー3枚目のシングル。

## 収録曲

### CD
1. more than love
  - テーマは「愛よりもなにかもっと強いもの」[1]。moumoonを結成して3曲目に作った曲[1]。曲調をもっと強くするため、柾のリクエストでストリングスを入れた[2]。ミュージック・ビデオには岡本杏理が出演している。
2. follow me
3. Tiny Star〜English ver.〜
4. more than love〜instrumental〜
5. follow me〜instrumental〜

### DVD
1. more than love（Music Clip）
2. A Documentary Film “「Tiny Star」 beside FULLMOON” Part 1
3. more than love（Music Clip オフショット）（初回限定特典映像）

## タイアップ
- 愛眼CMソング（#1）